# European Journal of General Practice
European Journal of General Practice es una revista médica trimestral revisada por pares que cubre la medicina familiar . Fue establecida en 1995 y es publicada por Taylor & Francis. Es el diario oficial de la World Organization of Family Doctors (WONCA) Europa . El editor en jefe es Jelle Stoffers (Universidad de Maastricht). Según Journal Citation Reports , la revista tiene un factor de impacto en 2022 de 1,04.

## Métricas de revista
2022
- Web of Science Group : 1.04
- Índice h de Google Scholar: 33
- Scopus: 2.812